# 633爆撃隊
『633爆撃隊』（ろくさんさんばくげきたい、633 Squadron）は、1964年に公開されたイギリス・アメリカ合作の戦争映画。元イギリス空軍将校のフレデリック・E・スミスによる1956年の小説に基づいた作品。監督はウォルター・グローマン。出演はクリフ・ロバートソンやジョージ・チャキリスなど。
モスキート爆撃隊員を描いた作品で、空中戦の場面は特撮を極力排し実機を使い撮影された。クライマックスの場面はジョージ・ルーカスに影響を与え、一部のシークエンスは『スター・ウォーズ』に活かされている。

## キャスト
| 役名                 | 俳優                   | 日本語吹替                    | 日本語吹替                    |
| 役名                 | 俳優                   | NET旧版                       | NET新版                       |
| -------------------- | ---------------------- | ----------------------------- | ----------------------------- |
| ロイ・グラント       | クリフ・ロバートソン   | 広川太一郎                    | 広川太一郎                    |
| エリック・バーグマン | ジョージ・チャキリス   | 堀勝之祐                      | 井上真樹夫                    |
| ヒルデ・バーグマン   | マリア・ペルシー       | 池田昌子                      | 沢田敏子                      |
| デイヴィス           | ハリー・アンドリュース | 高城淳一                      | 早野寿郎                      |
| ドン・バラット       | ドナルド・ヒューストン | 島宇志夫                      | 伊藤克                        |
| ホプキンソン         | アンガス・レニー       |                               | 肝付兼太                      |
| フランク・アダムス   | マイケル・グッドリッフ | 諏訪孝二                      | 緑川稔                        |
| ギリブランド         | ジョン・マイロン       |                               | 神山卓三                      |
| スコット             | ジョン・ボニー         | 山田康雄                      | 内海賢二                      |
| ビセル               | スコット・フィンチ     |                               | 古川登志夫                    |
| ヨハンセン           | リチャード・ショー     | 小林清志                      | 小林清志                      |
| 不明 その他          |                        |                               | 加藤正之 仲木隆司 玄田哲章    |
| 日本語スタッフ       |                        |                               |                               |
| 演出                 | 演出                   | 春日正伸                      | 中野寛次                      |
| 翻訳                 | 翻訳                   | 木原たけし                    | 木原たけし                    |
| 効果                 |                        |                               |                               |
| 調整                 |                        |                               |                               |
| 制作                 | 制作                   | 東北新社                      | 東北新社                      |
| 解説                 | 解説                   | 淀川長治                      | 児玉清                        |
| 初回放送             | 初回放送               | 1972年1月9日 『日曜洋画劇場』 | 1976年3月6日 『土曜映画劇場』 |

※ハピネットから2023年4月5日に発売の「吹替シネマ2023」シリーズ第1弾『633爆撃隊-日本語吹替音声収録HDリマスター版-』にはNETテレビ新版の日本語吹替音声（約70分）を収録。一部音源の無い部分はオリジナル音声・日本語字幕となる。

## スタッフ
- 監督：ウォルター・グローマン
- 製作：セシル・F・フォード
- 製作総指揮：ルイス・J・ラックミル
- 原作：フレデリック・E・スミス
- 脚本：ハワード・コッチ、ジェームズ・クラヴェル
- 撮影：エドワード・スケイフ
- 特撮：トム・ハワード
- プロダクションデザイン：マイケル・ストリンガー
- 編集：バート・ベイツ
- 音楽：ロン・グッドウィン

## 関連作品
- モスキート爆撃隊